# Jules Prosper Goudot
Jules Prosper Goudot (Lons-le-Saulnier, 12 de diciembre de 1803-Saint-Denis de la Réunion, 14 de febrero de 1858) fue un explorador y naturalista francés.

## Biografía
En 1827, recibió una beca del Museo Nacional de Historia Natural de Francia para explorar la costa del Magreb. Visitó Tánger, Argelia y pasó por España, lugares en los que recogió crustáceos, arañas e insectos. 
En agosto de 1828 partió de nuevo hacia a Madagascar en compañía de otros naturalistas. Pasaron por el puerto de Santa Cruz de Tenerife en las islas Canarias, arriba a la costa brasileña en Río de Janeiro, navegaron hasta Ciudad del Cabo y a finales de enero de 1829 llegaron a la isla de La Reunión. Después de tres meses recopilando ejemplares en esta isla, llegó a Madagascar, pero solo pudo permanecer en el puerto de Toamasina y la costa cercana, sin conseguir pasar al interior de la isla. Recogió vertebrados e insectos, regresando en septiembre de 1830 a Francia, Algunas colecciones fueron para el Museo Nacional de Historia Natural, otras fueron para coleccionistas particulares y museos de otros lugares.
Entre 1831 y 1834 realizó otro viaje a Madagascar y la isla de Mauricio, recopilando más de cuatro mil ejemplares de 1.641 especies. Entre ellos, fragmentos de cáscaras de huevo de un pájaro gigante, que fueron atribuidos al avestruz africano y a una especie endémica de Madagascar. Como han desaparecido, es imposible saber con certeza de qué ave se trataba. 
En junio de 1834, Goudot fue nombrado viajero naturalista oficial del Museo Nacional de Historia Natural de Francia, debiendo solo coleccionar para este museo y no pudiendo vender sus especímenes a otras personas o instituciones. Fue enviado a la costa de Mozambique, pero Goudot no visitó ese lugar, rescindió el contrato y terminó regresando a Madagascar. El Museo le revocó el título oficial de viajero, pero continuó comprándole algunos ejemplares. En 1838, se instaló en Tananarive y se casó con una mujer malgache, dedicándose al comercio de colecciones naturalistas. Su trabajo le valió el apodo malgache de Mose Bibikely, «Señor Insecto». 
En 1857, tuvo que abandonar Madagascar durante la expulsión de todos los europeos ordenada por la reina Ranavalona. Murió al año siguiente en La Reunión.

## En la Ciencia
A Goudot se le han dedicado varias especies de animales, entre ellas un anfibio, una mangosta, un reptil y un murciélago:
- Boophis goudotii.
- Eupleres goudotii.
- Ithycyphus goudoti.
- Myotis goudoti.